# دیتر ورسن
دیتر ورسن (انگلیسی: Dieter Versen؛ زادهٔ ۲۲ ژوئن ۱۹۴۵) بازیکن فوتبال اهل آلمان است.
از باشگاه‌هایی که در آن بازی کرده‌است می‌توان به باشگاه فوتبال بوخوم و باشگاه فوتبال سن‌خوزه ارث‌کوئیکز اشاره کرد.